# Bungea vesiculifera
Bungea vesiculifera là loài thực vật có hoa thuộc họ Cỏ chổi. Loài này được (Herd.) Pavlov & Lipsch. mô tả khoa học đầu tiên năm 1934.